# Ouahid Fetahine
 (mars 2021).
Si vous disposez d'ouvrages ou d'articles de référence ou si vous connaissez des sites web de qualité traitant du thème abordé ici, merci de compléter l'article en donnant les références utiles à sa vérifiabilité et en les liant à la section « Notes et références ».
Ouahid Fetahine est un footballeur algérien né le 27 novembre 1974 en Algérie. Il évoluait au poste de défenseur.

## Biographie
Ouahid Fetahine évolue avec la JSM Béjaïa, l'USM Blida et le CA Batna.
Il dispute 40 matchs en première division algérienne, entre 2002 et 2004.